# Porto (Zamora)
Porto és un municipi de la província de Zamora a la comunitat autònoma de Castella i Lleó. Es troba a la zona d'As Portelas, on es parla majoritàriament gallec. En 26 d'agost de 2018 va celebrar una consulta popular en la que va guanyar la separació de Castella i Lleó per incorporar-se a Galícia.

## Demografia
| 1991 | 1996 | 2001 | 2004 |
| ---- | ---- | ---- | ---- |
| 437  | 363  | 302  | 299  |